# Gabriel Gotthard Sveidel

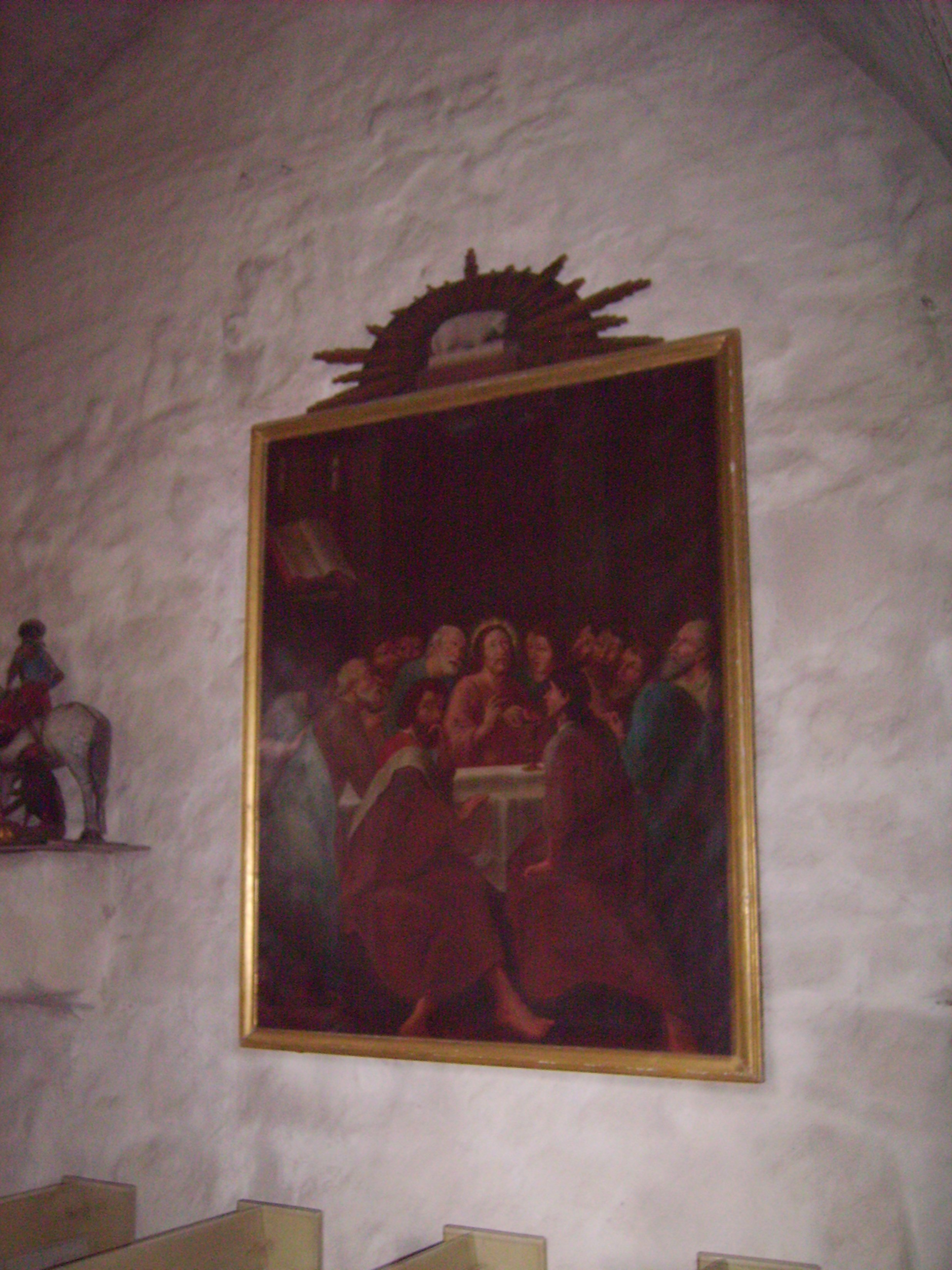
Sveidels altartavla Nattvardens instiftelse i Korpo kyrka.

Gabriel Gotthard Sveidel, även Sweidel eller Sweidell, (född 1744, död 22 mars 1813 i Åbo) var en finländsk kyrkomålare och Åbo stads målarålderman. Han gifte sig den 18 maj 1786 i Nykyrko, Egentliga Finland med Gustava Bergstock (född 30 maj 1766 i Nykyrko, död 20 oktober 1835 i Finström, Åland). Deras son Joel Robert Sveidel prästvigdes 1820.
Sveidels arbeten finns bland annat på Ateneum. Korpo kyrkas altartavla (1792) och Kökars dito (1803) är av hans hand, samt de i Angelniemi (1803) och Kumo.